# Bevan Docherty
Bevan John Docherty, född 29 mars 1977 är en nyzeeländsk triathlet. Han vann VM 2004 och har tagit silver vid OS 2004 och Samväldesspelen 2006.
Han tog OS-brons i herrarnas triathlon i samband med de olympiska triathlontävlingarna 2004 i Aten.